# Niccolò Zucchi
Niccolò Zucchi   (Parma, 6 de desembre de 1586 - Roma, 31 de maig de 1670) va ser un jesuïta italià, astrònom i físic conegut per haver estat el primer a observar les bandes del planeta Júpiter (el 17 de maig de 1630), i a informar de taques a sobre de Mart (en 1640).
En la seva obra "Optica philosophia experimentis et ratione un fundamentis constituta", publicada entre 1652 i 1656, va descriure el seu experiment de 1616 utilitzant un mirall corb en comptes d'una lent com a objectiu d'un telescopi, sent aquesta la descripció coneguda més primerenca d'un telescopi reflector. En el seu llibre també va assenyalar la capacitat del fòsfor de generar més llum de que emmagatzema. També va publicar altres dos treballs sobre màquines i mecànica.

## Biografia
Zucchi era el quart dels vuit germans nascuts en la família dels nobles Pierre Zucchi i Francoise Giande Marie. Tres de les seves germanes s'ordenarien monges, tres dels seus germans ingressarien en la Companyia de Jesús, i un altre germà seria sacerdot secular.

### L'Ordre Jesuïta
Després d'estudiar retòrica en Piacenza i filosofia i teologia en Parma, Zucchi va acabar els seus estudis a l'edat de setze anys, i va ingressar el 28 d'octubre de 1602 a Pàdua a l'Ordre Jesuïta, a la qual va pertànyer durant la resta de la seva vida.
Va ensenyar matemàtica, retòrica i teologia com a professor en el Collegio Romano, sent nomenat rector de la nova Universitat Jesuïta de Ravenna per el Cardenal Alessandro Orsini. Posteriorment va exercir com predicador apostòlic (càrrec sovint conegut com el “predicador del Papa”), durant aproximadament set anys. Va gaudir del patronatge de Ranuccio II Farnese, Duc de Parma, a qui Zucchi va dedicar el seu llibre Nova de machinis philosophia en 1642. També va dedicar el seu llibre de 1652 Optica philosophia, a l'Arxiduc Leopold d'Àustria. Proper a la fi de la seva vida, va passar a ser oficial de la casa dels jesuïtes a Roma, ciutat en què va morir el 21 de maig de 1670.

## Tasca científica
Zucchi va publicar molts llibres sobre ciència, incloent dos treballs dedicats a la "filosofia de les màquines" (anàlisi mecànica) en 1646 i 1649, i la seva Optica philosophia en 1652. També va escriure una inèdita Optica statica, que no ha sobreviscut. Alguns dels seus escrits van versar sobre el magnetisme, els baròmetres (negant l'existència del buit), i fent notar que el fòsfor genera més llum de la que emmagatzema. També va afirmar erròniament que, atès que Venus representava la bellesa, estava més proper al Sol que Mercuri (que representava l'habilitat).

### Astrònom
En 1623, Zucchi era membre d'una Legació Papal enviada a la cort de Ferran II. Allí va conèixer a Johannes Kepler, el matemàtic i astrònom alemany.
Kepler va avivar l'interès de Zucchi per l'astronomia. Va mantenir correspondència amb Kepler després de tornar a Roma. En un moment en què Kepler estava passant dificultats financeres, Zucchi, instat pel pare jesuïta i també científic Paul Guldin, li va regalar un telescopi de disseny propi a Kepler, qui va esmentar el regal al seu llibre “El Somni”.
Juntament amb el seu amic el jesuïta Daniello Bartoli, possiblement va ser el primer a observar les bandes sobre la superfície del planeta Júpiter el 17 de maig de 1630, i en 1640 va informar sobre taques en  Mart. El cràter Zucchius de la Lluna està anomenat en el seu honor. Bartoli va escriure en 1682 la seva biografia com a jesuïta.

### Llibres
- Nova de machinis philosophia, Roma, 1646. (en llatí) Digitalitzat per e-rara[6]
- Optica philosophia experimentis et ratione a fundamentis constituta (1652–56)

## Zucchi i el telescopi reflector
Un dels assumptes citats per Zucchi en el seu llibre de 1652 "Optica philosophia experimentis et ratione a fundamentis constituta" és la seva reclamació d'haver explorat la idea d'un telescopi reflector en 1616. Zucchi va descriure un experiment realitzat amb una lent còncava i un  mirall parabòlic de bronze que va trobar en un gabinet de curiositats. Va utilitzar la lent còncava com un ocular, intentant observar la imatge centrada produïda pel mirall per veure si treballava com un telescopi. A pesar que Zucchi va descriure el mirall com "ab expert et accuratissimo artifici elaboratum nactus" (fabricat per un experimentat artesà) aparentment no va aconseguir una imatge satisfactòria amb ell, possiblement a causa que el mirall no havia estat polit amb la cura necessària per enfocar una imatge, el seu angle estava inclinat, o al fet que el seu propi cap obstruïa la visió. Zucchi va abandonar aquesta idea. Si aquesta reclamació d'explorar la idea d'un telescopi reflector en 1616 fóra certa, llavors seria la descripció coneguda més primerenca de la idea d'utilitzar un mirall corb com un objectiu de conformació de la imatge, precedint a les discussions de Galileo Galilei i Giovanni Francesco Sagredo sobre la mateixa idea en els anys 1620.

### Invenció del telescopi reflector
Hi ha moltes descripcions que citen a Niccolò Zucchi utilitzant reeixidament el seu "primer telescopi reflector". L'autor francès Bernard le Bovier de Fontenelle, en el seu treball de l'any 1700 "Història de l'Acadèmia de Ciències", assenyala que Zucchi ho va utilitzar per observar "objectes celestials i terrestres".  També existeixen atribucions modernes en les quals s'afirma que Zucchi va utilitzar un telescopi reflector per observar les bandes de Júpiter i examinar les taques del planeta Mart.
Tals atribucions han estat discutides. L'Enciclopèdia d'Edimburg (1832) indica que la utilització que va fer Zucchi d'un mirall inclinat "ha d'haver distorsionat i desfigurat la imatge" i l'Encyclopædia Britannica (1858) cita la reclamació descrita per Fontenelle com "una atribució arriscada". L'historiador Al Van Helden escriu en El Projecte Galileu que l'atribució que afirma que Zucchi va utilitzar un telescopi reflector per observar Júpiter i Mart sembla com a poc "àmpliament improbable". Henry C. King en el seu treball La Història del Telescopi indica que Zucchi utilitzava un telescopi refractor (galileà) en el seu treball astronòmic i una publicació de la Associació Astromomica Britànica indica que Zucchi va utilitzar per a la majoria de les seves observacions astronòmiques telescopis refractors fabricats per Eustachio Divini i Giuseppe Campani.

## Eponimia
- El cràter lunar Zucchius porta aquest nom en la seva memòria.[14]